# Привид Києва (манґа)
«Привид Києва» (яп. キーウの亡霊, латиніз.: Kīu no Bōrei) — японська манґа, створена Мацудою Джюко у 2022 році. Історія про легендарного Привида Києва, українського пілота МіГ-29, який збив кілька російських літаків під час вторгнення Росії в Україну у 2022 році.

## Історія створення
Манґа з'явилася як фан-проєкт, після широкого розголосу історії про «Привида Києва» у міжнародних ЗМІ та соцмережах. Автор надихався як реальними подіями, так і народною героїкою, що сформувалась навколо образу українського пілота. Манґа отримала схвальні відгуки в японських інтернет-спільнотах, особливо серед шанувальників військової історії та сучасної геополітики. 

## Сюжет
Сюжет зосереджений на молодому українському льотчику, який під позивним «Привид» веде повітряні бої проти ворога, одночасно переживаючи втрати, моральні сумніви та усвідомлення ваги власної місії.

## Теми та стиль
Манґа поєднує реалістичне зображення авіації та військових дій з емоційно насиченою драмою. Візуальний стиль близький до сейнена — жанру, орієнтованого на дорослу аудиторію. У роботі часто з'являються українські символи: синьо-жовті кольори, тризуб, образи Києва. У творі використано символізм, що відображає боротьбу України за свободу, а також алегорії про честь, самопожертву та силу духу.